# Уммідія Корніфіція Фаустіна
Уммідія Корніфіція Фаустіна (*Ummidia Cornificia Faustina, 141—182) — матрона часів Римської імперії. Відома також як Уммідія Квадрата.

## Життєпис
Походила з роду нобілів Уммідіїв. Донька Гая Уммідія Квадрата Анніана Вера, консула-суфекта 146 року, та Аннії Корніфіції Фаустіни, сестри імператора Марка Аврелія. Після смерті матері і батька між 152 та 158 роками поділила зі старшим братом Марком спадщину, отримавши значні маєтності у Пісідії та Фригії. Слідом за цим на деякий час перебралася до своїх пісідійських маєтностей, де перебувала до 160 року.
У 160 році повертається до Риму. Незабаром вийшла заміж за сина Гнея Клавдія Севера Арабіана, від якого мала одного сина і одну доньку. Приблизно в середині 170-х років розлучилася. Після цього домоглася всиновлення свого сина братом Марком.
У 180 році негативно зустріла сходження на трон імператора Коммода. У 182 році увійшла у змову проти останнього разом з Аннією Луцілою, сестрою імператора, її чоловіком Тиберієм Клавдієм Помпеяном Квінтіаном, власним сином та можливо братом. Проте змову було викрито, внаслідок чого брата і сина Уммідії було страчено, а її разом з Луцілою, її донькою Пауліною заслано на острів Капрі. Але вже через декілька місяців за наказом Коммода було страчено.

## Родина
Чоловік — Гней Клавдій Север, консул 173 року.
Діти:
- Марк Клавдій Уммідій Квадрат (д/н-182), змовник
- Аннія Фаустіна (165—218), дружина Тиберія Клавдія Севера Прокула, консула 200 року